# Болотный (приток Дорожной)
Болотный — река в России, протекает по Кавалеровскому району Приморского края. Длина реки — 11 км.
Начинается в гористой местности. Течёт в общем северо-восточном направлении. Долина реки в среднем течении имеет расширение, в этом месте она заболочена. Болотный впадает в Дорожную слева в 39 км от её устья. Вблизи устья делится на несколько рукавов, текущих параллельно Дорожной. Из лесных пород в бассейне Болотного преобладают ель, берёза, пихта, кедр.
Основные притоки — Малиновый (пр.), Воробьевский (пр.), Лиственный (пр.), Базовый (пр.).

## Данные водного реестра
По данным государственного водного реестра России относится к Амурскому бассейновому округу, водохозяйственный участок реки — Уссури от истока до впадения реки Большая Уссурка без реки Сунгача, речной подбассейн реки — Уссури (российская часть бассейна). Речной бассейн реки — Амур.
Код объекта в государственном водном реестре — 20030700212118100052766.